# Vitis (plant)
Vitis is een geslacht uit de wijnstokfamilie (Vitaceae). De soorten komen voor in Noord-Amerika, Centraal-Amerika, noordelijk Zuid-Amerika, het Caraïbisch gebied en delen van Europa en Azië. Een bekend soort uit dit geslacht is de wijnstok (Vitis vinifera).
Soorten:
- Vitis acerifolia Raf.
- Vitis aestivalis Michx.
- Vitis amurensis Rupr. - Amoerdruif
- Vitis arizonica Engelm.
- Vitis baihuashanensis M.S.Kang & D.Z.Lu
- Vitis balansana Planch.
- Vitis bashanica P.C.He
- Vitis bellula (Rehder) W.T.Wang
- Vitis berlandieri Planch.
- Vitis betulifolia Diels & Gilg
- Vitis biformis Rose
- Vitis blancoi Munson
- Vitis bloodworthiana Comeaux
- Vitis bourgaeana Planch.
- Vitis bryoniifolia Bunge
- Vitis californica Benth.
- Vitis cardiophylla F.Muell.
- Vitis chunganensis Hu
- Vitis chungii F.P.Metcalf
- Vitis cinerea (Engelm.) Millardet
- Vitis coignetiae Pulliat ex Planch.
- Vitis davidi (Rom.Caill.) Foëx
- Vitis erythrophylla W.T.Wang
- Vitis fengqinensis C.L.Li
- Vitis flexuosa Thunb.
- Vitis giradiana Munson
- Vitis hancockii Hance
- Vitis heyneana Schult.
- Vitis hissarica Vassilcz.
- Vitis hui W.C.Cheng
- Vitis jaegeriana Comeaux
- Vitis jinggangensis W.T.Wang
- Vitis jinzhainensis X.S.Shen
- Vitis labrusca L.
- Vitis lanceolatifoliosa C.L.Li
- Vitis longquanensis P.L.Chiu
- Vitis luochengensis W.T.Wang
- Vitis menghaiensis C.L.Li
- Vitis mengziensis C.L.Li
- Vitis metziana Miq.
- Vitis monticola Buckley
- Vitis mustangensis Buckley
- Vitis nesbittiana Comeaux
- Vitis novogranatensis Moldenke
- Vitis nuristanica Vassilcz.
- Vitis palmata Vahl
- Vitis pedicellata M.A.Lawson
- Vitis peninsularis M.E.Jones
- Vitis piasezkii Maxim.
- Vitis pilosonervia F.P.Metcalf
- Vitis popenoei J.L.Fennell
- Vitis pseudoreticulata W.T.Wang
- Vitis qinlingensis P.C.He
- Vitis retordii Rom.Caill. ex Planch.
- Vitis riparia Michx.
- Vitis romanetii Rom.Caill.
- Vitis rotundifolia Michx.
- Vitis rupestris Scheele
- Vitis ruyuanensis C.L.Li
- Vitis saccharifera Makino
- Vitis shenxiensis C.L.Li
- Vitis shuttleworthii House
- Vitis silvestrii Pamp.
- Vitis sinocinerea W.T.Wang
- Vitis sinoternata W.T.Wang
- Vitis tiliifolia Humb. & Bonpl. ex Schult.
- Vitis tsoi Merr.
- Vitis vinifera L. - Wijnstok
- Vitis vulpina L.
- Vitis wenchowensis C.Ling
- Vitis wenxianensis W.T.Wang
- Vitis wuhanensis C.L.Li
- Vitis xunyangensis P.C.He
- Vitis yunnanensis C.L.Li
- Vitis zhejiang-adstricta P.L.Chiu

## Hybriden
- Vitis × champinii Planch.
- Vitis × doaniana Munson ex Viala
- Vitis × novae-angliae Fernald

... · 
V. aestivalis · 
V. amurensis (Amoerdruif) · 
V. berlandieri · 
V. labrusca · 
V. rupestris · 
V. vinifera (Wijnstok) · 
...
... · 
Ampelocissus · 
Ampelopsis · 
Cissus · 
Parthenocissus (Wilde wingerd) · 
Rhoicissus · 
Tetrastigma · 
Vitis · 
...